# Franz Kaiser (Turner)
Franz Kaiser (* 9. September 1835 in Wien; † nach 1897) war ein österreichischer Turner und Turnfunktionär.

## Leben und Werk
Nach der Beendigung seiner Gymnasialstudien in Wien trat er als Praktikant in den Staatsdienst ein und erhielt zunächst im k. k. Finanzministerium in Wien eine Anstellung. Er stieg dort bis zum Regierungsrat und Hilfsämteroberdirektor auf und ging 1897 in Pension.
Bekannt wurde er als Turner und Turnfunktionär. 1846 kam er auf einer Reise in Preußen mit dem Turnwesen in Kontakt und begeisterte sich dafür. Er trat als Aktiver in den Ersten Wiener Turnverein ein und stand schon bald als einer der Besten da, wurde Vorturner, später Turnwart, Oberzeugwart und letztendlich von 1869 bis 1878 Oberturnwart. Seinen persönlichen Schwerpunkt legte Kaiser auf das Geräteturnen.
Daneben war er Gauturnwart und wurde 1874 zum Kreisturnwart des XV. Turnkreises der Deutschen Turnerschaft gewählt. In seiner Freizeit gab er an der Wiener Kommunal-Oberrealschule Turnunterricht ab. Zwischen 1870 und 1883 organisierte er im gesamten XV. Turnkreis 14 Turnlehrer-Bildungskurse.
Bekannt wurde er auch durch mehrere Schriften zum Turnunterricht.

## Schriften (Auswahl)
- Beiträge zum Betrieb der Ordnungsübungen in den Turnvereinen. 1876.
- Über das Turnen der Mädchen. 1877.
- Turnschule: Anleitung zur Ertheilung des Turn-Unterrichtes an Volks- und Bürgerschulen. 2. Aufl., Pichler, Wien 1877; 3. Aufl., Pichler, Wien 1880.
- Turnschule für Knaben. Anleitung zur Ertheilung des Turnunterrichts an Knaben-, Volks- und Bürgerschulen. Wien 1880.